# Прапор Едегема
Прапор Едегема був офіційно прийнятий муніципальною радою 29 квітня 1982 року як муніципальний прапор муніципалітету Едегем в провінції Антверпен. 6 червня 1989 року він був підтверджений урядом Фландрії та остаточно опублікований 8 листопада 1989 року в офіційному бельгійському державному віснику.

Офіційно прапор описується так:
Білий з чорним левом, червоним язиком і пазурами.
Основою прапора є міський герб. Лев взято з прапора Фландрії.

Однак прапор, який використовується в Едегемі, демонструє інший малюнок лева, взятий з муніципального герба.

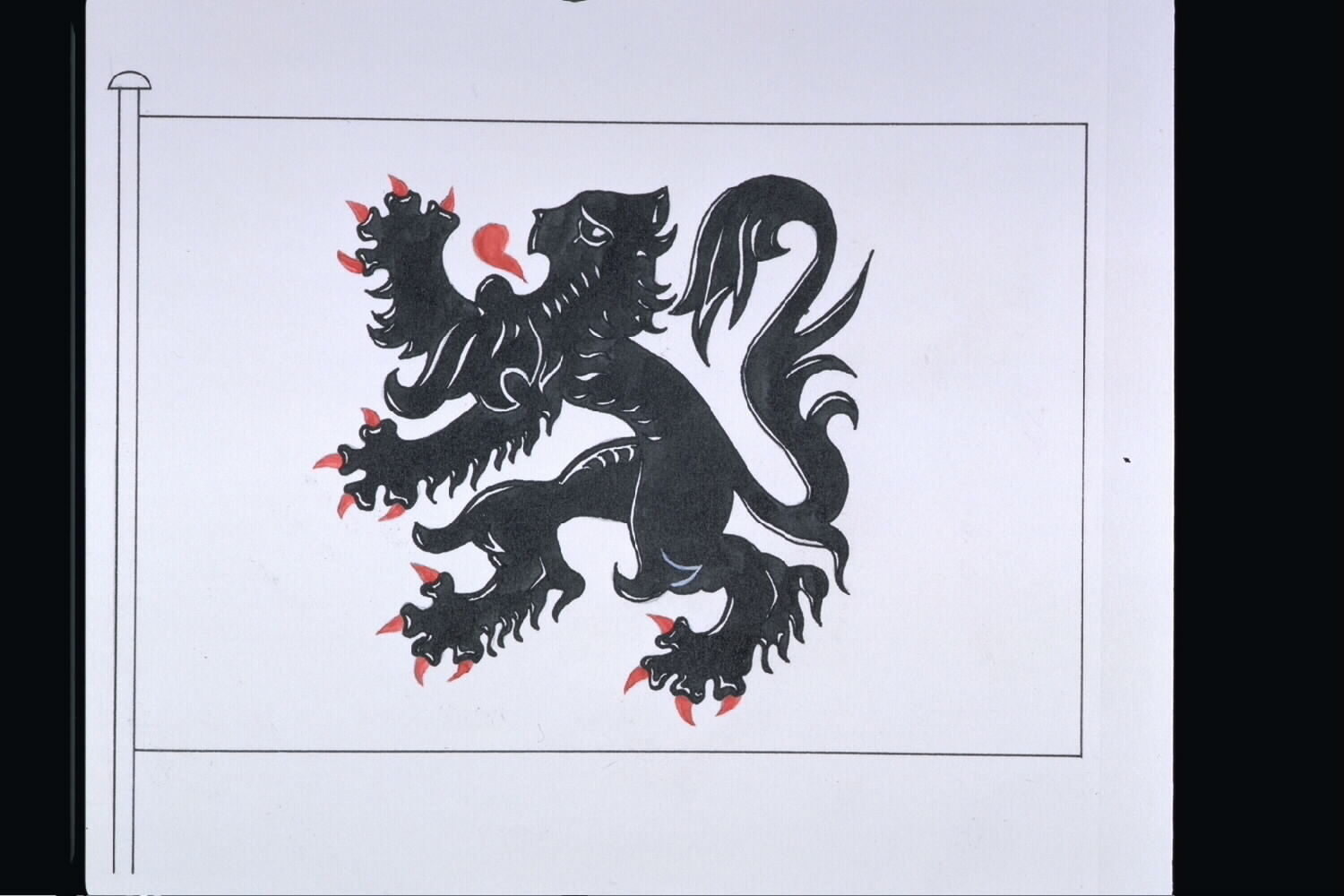
Офіційний малюнок прапора
Прапор, який використовується міською радою
Герб Едегема
Прапор Фландрії